# Heinrich Bär
Oskar-Heinrich Bär, nemški pilot, letalski as, * 25. maj 1913, Sommerfeld, Nemčija, † 28. april 1957, Braunschweig.
Oskar-Heinrich Bär ali krajše Heinz Bär je bil pilot nemške Luftwaffe pred in med drugo svetovno vojno in je eden redkih pilotov, ki jim je uspelo preživeti celo vojno v boju. Bojeval se je na vseh frontah evropskih bojišč, kjer je pač bilo moč najti Luftwaffe, vključno z severnoafriško. V spopade je letal z vsemi ključnimi nemškimi lovci, od Bf 109 prek Fw 190, pa do znamenitega Me 262. Nabral si je preko 1 000 bojnih poletov in v njih dosegel 220 zračnih zmag, kar ga uvršča na osmo mesto lestvice lovskih asov vseh časov.

## Mladost
Heinz Bär je bil rojen v Sommerfeldu pri Leipzigu 25. maja 1913. Njegovi starši so bili kmetje in sam je sprva želel postati gozdar, zanimalo ga je vse povezano s prosto živečimi živalmi in gozdovi. Vendar ga je kasneje videnje transportnih letal Junkers prepričalo, da bi rad postal letalec. Tako kot številni nemški najstniki njegove generacije je postal jadralni pilot (zaradi prepovedi posedovanja motornega letalstva je v 1920. in 1930. letih bilo v Nemčiji zelo popularno jadralno letenje) in je imel ambicije postati pilot za letalsko družbo Lufthansa. 
Vzdevek »Pritzl« je pridobil zaradi svoje naklonjenosti do čokolade Pritzl.
Velika depresija pa je Bäru preprečila pridobiti licenco za civilnega pilota. Zato se je leta 1934 pridružil Reichswehru in bil dodeljen v Kraftfahrabteilung 4 kot mehanik. Leto dni kasneje je bil premeščen v Luftwaffe kjer je še nekaj mesecev kasneje bil sprejet za usposabljanje pilotov, in sicer za upravljanje transportnih letal. Pilotski izpit je opravil leta 1937. Nato je bil 1. septembra 1938 premeščen v I. / Jagdgeschwader 135, enoto iz katere je nastal kasneje znani polk Jagdgeschwader 51 »Mölders« (krajša oznaka JG 51), kjer je navadno letel na okornem dvomotorniku Junkers Ju 86.
Poveljnik ene od eskadrilj je opazil Bärov pilotski talent in ga  poskušal prepričati, da postane vojaški pilot. Sprva je Bär ponudbo zavrnil, toda potem, ko je nekoč nezakonito izvedel nekaj vragolij v akrobatskem letenju z Ju 86, ki so pripeljale do okvare motorja, jo je nejevoljno sprejel in se s tem izognil disciplinskemu ukrepu, ki mu je grozil.

## Druga svetovna vojna

### Začetki, 1939 – 1941
JG 51 je bil nameščen na meji s Francijo, ko je svet pretresla novica, da se je v Evropi začela nova vojna. Bär je dosegel svojo prvo zračno zmago na 25. september 1939, v spopadu z oddelkom Armée de l'Air (francosko vojno letalstvo) in je sestrelil francoskega lovca ameriške izdelave Curtiss P-36 Hawk. S tem si je prislužil svoje prvo odlikovanje, Železni križec 2. razreda, ki so mu ga podelili dne 27. septembra 1939. V bitki za Francijo je dodal še dve dodatni zračni zmagi, nato pa še deset v bitki za Britanijo. V tem času je doživel tudi sam nekaj zasilnih pristankov, kot posledico hudih spopadov z močnim in nevarnim nasprotnikom, lovci Hawker Hurricane in Spitfire RAF. Tako je dne 2. septembra 1940 bil celo sestreljen v boju s spitfirom in je moral pri tem izskočiti iz letala. 
Na pomlad 1941 je dosegel še dodatne štiri zračne zmage proti RAF-u, tako da je njihovo skupno število znašalo že 17.

### Selitev na vzhod
Junija 1941 je sledila premestitev glavnine sil Luftwaffe na vzhod. Tekle so priprave za Hitlerjev napad na Sovjetsko Zvezo, za eno največjih operaciji v zgodovini vojskovanja - Barbarossa. Med njimi je bil tudi JG 51, ki je bil takrat del drugega zračnega korpusa (II. Fliegerkorps), ki je imel svoje področje delovanja na osrednjem sektorju vzhodne fronte. 
Celotni JG 51 se je zbral na štirih letališčih vzhodno od Varšave v svojih novih »Friedrich«-ih ali Fritzih, kot so radi rekli svojim Bf 109F, ki so bili še modernejši od prejšnjih »Emil«-ov (Bf 109E) s katerimi so se bojevali do takrat. Še boljši pa so bili v primerjavi s tistim kar so jim lahko postavili nasproti Rusi. Poleti 1941 je Luftwaffe doživela vrhunec svojih uspehov, med številnimi lovskimo piloti, ki so takrat dosegali do tedaj nepredstavljivo veliko število sestrelitev je bil tudi Heinz Bär, tedaj že poročnik v prvi eskadrilji, 1./JG 51.

### Barbarossa, 1941
Glavna naloga drugega zračnega korpusa, kateremu je pripadal JG 51, je bila podpora Centralni armadni skupini, oziroma njeni glavni udarni enoti, Panzergruppe 2 generala Guderiana, ki je imela nalogo prodreti globoko v nasprotnikovo zaledje fronte na ozemlje v današnji Belorusiji, proti njeni prestolnici Minsk. Lovski del letalskega korpusa naj bi poskrbel za to, da bi nemški vojni stroj lahko v miru opravil z nasprotnikom, brez bojazni pred letalskimi napadi. Zato so imeli Bär in njegovi kolegi nalogo, da že prvi dan spopada kolikor je to možno rusko letalstvo ohromijo z jutranjim udarcem po njihovih letališčih. 
Napad se je začel dne 22. junija z uspešnim napadom Luftwaffe po nasprotnikovih letališčih in posledično takojšno prevesitvijo ravnovesja moči v zraku na stran napadalcev. Že do srede poldneva je Heinz Bär dosegel kar tri zmage v zraku. Najboljše predstave pa so šele prihajale. 
Ker so Guderianove tankovske kolone takoj prodrle v notranjost, so Rusi nasproti njim začeli pošiljati ogromne letalske jate bombnikov, ki so jih pripeljali iz rezerv. Toda za njih ni bilo dovoljšnje zaščite lovcev, tako so začeli v naslednjih dneh nemški piloti brez ovir sestreljevati enormne količine teh nebogljenih letal, ruskih bombnikov brez lovske zaščite. Vrhunec teh zmag so dosegli dne 30. junija, ko je samo Bär sam poslal v globino kar pet bombnikov Tupoljev SB-2. Celotni njegov polk pa je tega dne dosegel do tedaj neverjetnih 134 zmag, med njimi tudi tisočo (1000.) skupno od začetka vojne, kot prva enota, ki ji je to uspelo.
V dveh tednih od začetka Barbarosse je Bär povečal število svojih zmag na 27 in že 2. julija so ga odlikovali s Viteškim križem. Poleg tega pa je še napredoval po činu, 1. avgusta je postal nadporočnik (Oberleutnant). Srditi boji pa so se nadaljevali skozi celo poletje 1941 in Bär je ves čas vztrajno povečeval seznam svojih zmag proti Rusom, ki so vztrajno metali v spopad nove enote iz svojih velikih rezerv. Ko jih je dosegel že šestdeset (60), so mu 14. avgusta podelili Viteški križ železnega križca s hrastovim listjem.
Dne 31. avgusta pa so dolgi in naporni boji terjali davek. V spopadu z ruskimi lovci so ga sestrelili okoli 50 kilometrov globoko na sovjetskem ozemlju. Sicer se je uspel rešiti iz letala, pri tem si je poškodoval hrbtenico, vendar pa je moral več dni tavati in se skrivati pred sovražnikom na njihovem ozemlju. Po vrnitvi med svoje, ki so ga medtem že odpisali, je sledila dolgotrajna hospitalizacija, ki ga je odvrnila od službe vse do pozne jeseni 1941.

## Dosežki

### Napredovanja
| Država      | Čin                           | Datum                    |
| ----------- | ----------------------------- | ------------------------ |
| Tretji rajh | Poročnik (Leutnant)           | 1. avgust 1940           |
| Tretji rajh | Nadporočnik (Oberleutnant)    | 1. avgust 1941           |
| Tretji rajh | Stotnik (Hauptmann)           | September / Oktober 1941 |
| Tretji rajh | Major (Major)                 | 1. marec 1943            |
| Tretji rajh | Podpolkovnik (Oberstleutnant) | 1. januar 1945           |

### Priznanja
- Srebrna značka za ranjene v boju (das Verwundetenabzeichen)
- Nemški križ v zlatu (Deutsches Kreuz ab gold) -  27. maj 1942
- Frontna letalska značka Luftwaffe v zlatu s priponko »1000«, prejeta za prek tisoč bojnih poletov
- (Flugzeugführer und Beobachterabzeichen)
- Častni pokal Luftwaffe (Ehrenpokal der Luftwaffe) - 1. junij 1942
- Priponka »Africa  Ärmelstreifen« za veterane afriškega bojišča
- Železni križec:
  - 2. razred - 29. september 1939
  - 1. razred - 6. julij 1940
- Viteški križ železnega križca:
  - (Ritterkreuz des Eisernen Kreuzes) - 2. julij 1941, prejel kot poročnik v 1./JG 51 po 27 zmagah
  - Viteški križ železnega križca s hrastovim listjem (Ritterkreuz mit Eichenlaub) - 31. dobitnik, 14. avgust 1941, prejel kot poročnik v 1./JG 51 po 60 zmagah
  - Viteški križ železnega križca s hrastovim listjem in meči (Ritterkreuz mit Eichenlaub und Schwertern) 7. dobitnik, 16. februar 1942, prejel kot stotnik in poveljnik 1./JG 51 po 90 zmagah